# Krutoberegovi
Krutoberegovi (en rus: Крутобереговый) és un poble (un possiólok) del krai de Kamtxatka, a Rússia, que el 2020 tenia 155 habitants. Pertany al districte de Iélizovo.